# Jason Pearce
Jason Daniel Pearce (Hillingdon, Londres, 6 de diciembre de 1987) es un exfutbolista inglés. Jugaba de defensa y desde junio de 2022 es entrenador asistente del equipo sub-18 del Charlton Athletic F. C.

## Trayectoria
Empezó su carrera en el Portsmouth F. C., sin embargo no llegó a debutar ya que fue cedido al Bognor Regis Town y al Woking (dos equipos ingleses amateurs).
En 2007 lo fichó el AFC Bournemouth, donde se convirtió en titular indiscutible y en la temporada 2009-10 fue una de las figuras destacadas para que el equipo terminara segundo y consiguiera el ascenso a la Football League One. En esa categoría seguiría siendo una pieza clave en la zona defensiva para que su equipo acabase en sexto lugar. Antes de iniciar el siguiente campeonato, fue fichado de nuevo por el Portsmouth.

## Clubes
| Club                               | País       | Año       |
| ---------------------------------- | ---------- | --------- |
| Portsmouth F. C.                   | Inglaterra | 2006-2007 |
| Bognor Regis Town F. C. (préstamo) | Inglaterra | 2006      |
| Woking F. C. (préstamo)            | Inglaterra | 2007      |
| AFC Bournemouth                    | Inglaterra | 2007-2011 |
| Portsmouth F. C.                   | Inglaterra | 2011-2012 |
| Leeds United F. C.                 | Inglaterra | 2012-2015 |
| Wigan Athletic F. C.               | Inglaterra | 2015-2016 |
| Charlton Athletic F. C.            | Inglaterra | 2016-2022 |